# Estonian International 2011
Die Estonian International 2011 im Badminton fanden in Kalev bei Tallinn vom 13. bis 16. Januar 2011 statt. Der Referee war Aengus Sheerin aus Irland. Das Preisgeld betrug 5.000 US-Dollar, wodurch das Turnier in das BWF-Level 4B eingeordnet wurde.

## Austragungsort
- Kalevi Spordihalis, Juhkentali 12

## Sieger und Platzierte
| Disziplin    | Gold                           | Silber                          | Bronze                             |
| ------------ | ------------------------------ | ------------------------------- | ---------------------------------- |
| Herreneinzel | Ville Lång                     | Raul Must                       | Rasmus Fladberg                    |
| Herreneinzel | Ville Lång                     | Raul Must                       | Lukas Schmidt                      |
| Dameneinzel  | Michelle Chan                  | Arundhati Pantawane             | Özge Bayrak                        |
| Dameneinzel  | Michelle Chan                  | Arundhati Pantawane             | Mariya Ulitina                     |
| Herrendoppel | Peter Käsbauer Josche Zurwonne | Lucas Corvée Joris Grosjean     | Maurice Niesner Till Zander        |
| Herrendoppel | Peter Käsbauer Josche Zurwonne | Lucas Corvée Joris Grosjean     | Jorrit de Ruiter Dave Khodabux     |
| Damendoppel  | Selena Piek Iris Tabeling      | Mariya Ulitina Natalya Voytsekh | Johanna Goliszewski Carla Nelte    |
| Damendoppel  | Selena Piek Iris Tabeling      | Mariya Ulitina Natalya Voytsekh | Louise Eriksson Amanda Wallin      |
| Mixed        | Jacco Arends Selena Piek       | Tim Dettmann Ilse Vaessen       | Peter Käsbauer Johanna Goliszewski |
| Mixed        | Jacco Arends Selena Piek       | Tim Dettmann Ilse Vaessen       | Dave Khodabux Samantha Barning     |

## Finalergebnisse
| Disziplin    | Sieger                         | Finalist                        | Ergebnis    |
| ------------ | ------------------------------ | ------------------------------- | ----------- |
| Herreneinzel | Ville Lång                     | Raul Must                       | 21:15 21:14 |
| Dameneinzel  | Michelle Chan                  | Arundhati Pantawane             | 21:16 21:19 |
| Herrendoppel | Peter Käsbauer Josche Zurwonne | Lucas Corvée Joris Grosjean     | 21:8 21:18  |
| Damendoppel  | Selena Piek Iris Tabeling      | Mariya Ulitina Natalya Voytsekh | 21:12 21:16 |
| Mixed        | Jacco Arends Selena Piek       | Tim Dettmann Ilse Vaessen       | 21:12 21:14 |

## Ergebnisse

### Herreneinzel Qualifikation
- Edgaras Slušnys –  Ronald Üprus: 16-21 / 21-15 / 21-13
- Sergey Don –  Juri Mihhailov: 21-16 / 21-14
- Daniel Groom –  Joonas Korhonen: 21-15 / 21-19
- Heimo Götschl –  Raul Käsner: 21-9 / 15-21 / 21-13
- Llya Konyak –  Sander Merits: 21-11 / 21-17
- Niklas Du Four –  Indrek Luts: 21-9 / 21-15
- Santtu Hyvarinen –  Ingmar Seidelberg: 21-19 / 21-14
- Sten Raabis –  Donatas Narvilas: 6-21 / 21-14 / 21-14
- Tauno Tooming –  Ramūnas Stapušaitis: 21-19 / 21-19
- Eemi Seppala –  Guntis Lavrinovičs: 16-21 / 21-12 / 21-12
- Lucas Corvée –  Anton Kaisti: 23-21 / 21-14
- Morten Eilby Rasmussen –  Mika Kongas: 17-21 / 21-11 / 21-17
- Marin Baumann –  Tauri Kalmet: 21-11 / 21-13
- Vaidotas Vitkauskas –  Kristjan Tonismae: 21-13 / 14-21 / 21-18
- Iikka Heino –  Tomas Dovydaitis: 21-12 / 14-21 / 21-18
- Henri Aarnio –  Raimonds Cipe: 21-12 / 21-13
- Kalle Koljonen –  Gordey Kosenko: 21-11 / 21-13
- Kristian Taherand –  Povilas Bartušis: 21-12 / 21-14
- Phillip Aspinall –  Alexander Bass: 17-21 / 21-19 / 21-17
- Victor Zuhr –  Mihkel Talts: 21-18 / 21-14
- Stefan Andersson –  Kaspar Kapp: 21-15 / 21-14
- Emre Lale –  Johan Larsson: 21-10 / 21-15
- Sergey Don –  Edgaras Slušnys: 21-16 / 21-18
- Daniel Groom –  Aleksandr Antipov: 21-11 / 21-13
- Heimo Götschl –  Llya Konyak: 21-15 / 21-13
- Robert Kettle –  Niklas Du Four: 21-12 / 21-12
- Santtu Hyvarinen –  Sten Raabis: 21-9 / 19-21 / 21-13
- Marius Myhre –  Tauno Tooming: 21-16 / 21-12
- Lucas Corvée –  Eemi Seppala: 21-10 / 21-10
- Marin Baumann –  Morten Eilby Rasmussen: 22-20 / 15-21 / 21-8
- Lucas Claerbout –  Alan Plavin: 21-12 / 21-8
- Iikka Heino –  Vaidotas Vitkauskas: 21-13 / 21-11
- Joshua Green –  Henri Aarnio: 21-16 / 21-18
- Kalle Koljonen –  Kristian Taherand: 16-21 / 21-15 / 21-17
- Mikael Westerbäck –  Phillip Aspinall: 21-17 / 21-12
- Stefan Andersson –  Victor Zuhr: 21-15 / 21-12
- Emre Lale –  Sergey Don: 21-14 / 21-15
- Heimo Götschl –  Daniel Groom: 21-17 / 18-21 / 21-9
- Santtu Hyvarinen –  Robert Kettle: 21-16 / 4-21 / 23-21
- Lucas Corvée –  Marius Myhre: 21-16 / 21-17
- Lucas Claerbout –  Marin Baumann: 21-10 / 21-9
- Joshua Green –  Iikka Heino: 21-14 / 21-16
- Mikael Westerbäck –  Kalle Koljonen: 21-16 / 16-21 / 21-17
- Rainer Kaljumae –  Stefan Andersson: 21-9 / 21-15

### Herreneinzel
- Ville Lång –  Rainer Kaljumae: 21-14 / 21-19
- Nikolai Ukk –  Taufiq Hidayat Akbar: 21-11 / 22-24 / 21-16
- Kasper Lehikoinen –  Mattias Wigardt: 21-19 / 21-4
- Hannes Käsbauer –  Joshua Green: 21-16 / 14-21 / 21-19
- Misha Zilberman –  Maxime Michel: 21-15 / 18-21 / 21-13
- Emre Vural –  Yoann Turlan: 21-13 / 21-16
- Lukas Schmidt –  Emre Lale: 21-13 / 21-17
- Rune Massing –  Heimo Götschl: 21-19 / 21-16
- Dieter Domke –  Lucas Corvée: 21-13 / 21-12
- Rasmus Fladberg –  Giovanni Greco: 21-8 / 21-16
- Eetu Heino –  Mikael Westerbäck: 21-14 / 21-14
- Murat Sen –  Santtu Hyvarinen: 21-15 / 15-21 / 21-19
- Pavel Florián –  Erik Meijs: 13-21 / 21-15 / 21-17
- Mathias Borg –  Yauheni Yakauchuk: 21-9 / 21-13
- Raul Must –  Lucas Claerbout: 21-13 / 21-13
- Sergey Ivlev –  Thomas Rouxel: 28-30 / 21-12 / 21-13
- Ville Lång –  Nikolai Ukk: 21-15 / 21-7
- Kasper Lehikoinen –  Hannes Käsbauer: 21-14 / 21-11
- Misha Zilberman –  Emre Vural: 21-16 / 21-9
- Rasmus Fladberg –  Eetu Heino: 17-21 / 21-15 / 21-8
- Pavel Florián –  Murat Sen: 21-19 / 10-21 / 21-17
- Raul Must –  Mathias Borg: 17-21 / 21-15 / 21-12
- Lukas Schmidt –  Rune Massing: w.o.
- Dieter Domke –  Sergey Ivlev: 21-19 / 21-11
- Ville Lång –  Kasper Lehikoinen: 21-15 / 11-21 / 25-23
- Lukas Schmidt –  Misha Zilberman: 21-19 / 21-16
- Rasmus Fladberg –  Dieter Domke: 16-21 / 21-17 / 21-18
- Raul Must –  Pavel Florián: 21-14 / 21-3
- Ville Lång –  Lukas Schmidt: 21-15 / 21-17
- Raul Must –  Rasmus Fladberg: 21-6 / 17-21 / 21-17
- Ville Lång –  Raul Must: 21-15 / 21-14

### Dameneinzel Qualifikation
- Arundhati Pantawane –  Ieva Linkute: 21-9 / 21-9
- Getter Saar –  Anastasiya Cherniavskaya: 21-13 / 21-10
- Kristina Dovidaitytė –  Rikka Sinkko: 21-12 / 21-5
- Elsa Danckers –  Olga Fomina: 20-22 / 21-18 / 21-15
- Lene Clausen –  Saara Hynninen: 21-6 / 21-13
- Arundhati Pantawane –  Airi Mikkelä: 21-10 / 21-13
- Getter Saar –  Jenny Nyström: 21-11 / 25-23
- Kristina Dovidaitytė –  Karoliina Latola: 21-14 / 21-10

### Dameneinzel
- Alesia Zaitsava –  Kristina Dovidaitytė: 21-19 / 21-11
- Akvilė Stapušaitytė –  Elsa Danckers: 21-6 / 21-10
- Mariya Ulitina –  Karoliine Hõim: 21-17 / 21-16
- Neslihan Yiğit –  Svetlana Korotisheva: 21-10 / 21-15
- Michelle Chan –  Nanna Vainio: 21-19 / 23-25 / 21-7
- Irina Khlebko –  Ieva Pope: 21-19 / 21-19
- Barbara Matias –  Kristīne Šefere: 15-21 / 21-12 / 21-9
- Getter Saar –  Gerda Voitechovskaja: 21-19 / 21-13
- Neslihan Kılıç –  Aija Pope: 21-11 / 21-6
- Özge Bayrak –  Lene Clausen: 21-13 / 21-14
- Cemre Fere –  Anastasia Kharlampovich: 21-19 / 21-11
- Laura Vana –  Monika Fašungová: 21-11 / 21-12
- Arundhati Pantawane –  Natalia Perminova: 14-21 / 21-8 / 21-14
- Natalya Voytsekh –  Irina Inozemceva: 21-9 / 21-6
- Orsolya Varga –  Marie Maunoury: 21-18 / 19-21 / 21-19
- Perrine Lebuhanic –  Claudia Mayer: 21-13 / 21-16
- Alesia Zaitsava –  Akvilė Stapušaitytė: 17-21 / 21-14 / 21-17
- Mariya Ulitina –  Neslihan Yiğit: 17-21 / 21-14 / 21-14
- Michelle Chan –  Irina Khlebko: 21-5 / 19-21 / 21-9
- Barbara Matias –  Getter Saar: 7-21 / 22-20 / 21-10
- Özge Bayrak –  Neslihan Kılıç: 21-13 / 21-17
- Laura Vana –  Cemre Fere: 21-17 / 21-11
- Arundhati Pantawane –  Natalya Voytsekh: 21-15 / 21-12
- Perrine Lebuhanic –  Orsolya Varga: 21-19 / 17-21 / 21-11
- Mariya Ulitina –  Alesia Zaitsava: 21-16 / 21-15
- Michelle Chan –  Barbara Matias: 21-6 / 18-21 / 21-15
- Özge Bayrak –  Laura Vana: 21-10 / 21-13
- Arundhati Pantawane –  Perrine Lebuhanic: 21-14 / 15-21 / 21-11
- Michelle Chan –  Mariya Ulitina: 21-12 / 21-13
- Arundhati Pantawane –  Özge Bayrak: 22-20 / 17-21 / 21-12
- Michelle Chan –  Arundhati Pantawane: 21-16 / 21-19

### Herrendoppel Qualifikation
- Toni Holm-Lowen /  Mikael Westerbäck –  Indrek Luts /  Patrick Rang: 21-16 / 24-22
- Alexej Kuplinov /  Konstantin Sarapultsev –  Sander Merits /  Sten Raabis: 17-21 / 21-6 / 21-15
- Povilas Bartušis /  Alan Plavin –  Raul Must /  Ingmar Seidelberg: 13-21 / 21-17 / 21-15

### Herrendoppel
- Jorrit de Ruiter /  Dave Khodabux –  Donatas Narvilas /  Vaidotas Vitkauskas: 21-9 / 21-10
- Rainer Kaljumae /  Raul Käsner –  Emre Lale /  Murat Sen: 24-22 / 21-11
- Tim Dettmann /  Andreas Heinz –  Filip Michael Duwall Myhren /  Jonathan Nordh: 21-8 / 21-13
- Iikka Heino /  Mika Kongas –  Niklas Du Four /  Johan Larsson: 21-19 / 21-17
- Peter Käsbauer /  Josche Zurwonne –  Alexander Bass /  Llya Konyak: 21-10 / 21-8
- Sergey Don /  Gordey Kosenko –  Indrek Küüts /  Meelis Maiste: 13-21 / 21-12 / 21-17
- Marin Baumann /  Gaëtan Mittelheisser –  Kristian Taherand /  Kristian Kaljurand: 17-21 / 21-12 / 21-19
- Andres Aru /  Ants Mängel –  Raimonds Cipe /  Guntis Lavrinovičs: 21-8 / 21-15
- Stefan Andersson /  Victor Zuhr –  Vahur Lukin /  Einar Veede: 11-21 / 21-18 / 21-18
- Lucas Corvée /  Joris Grosjean –  Kalle Koljonen /  Lauri Nuorteva: 21-9 / 21-7
- Konstantin Dubs /  Yauheni Yakauchuk –  Indrek Tarto /  Margus Tootmaa: 21-6 / 21-9
- Povilas Bartušis /  Alan Plavin –  Santtu Hyvarinen /  Eemi Seppala: 22-24 / 21-15 / 21-17
- Jussi Metsomaki /  Tuomas Nuorteva –  Edgaras Slušnys /  Ramūnas Stapušaitis: 21-14 / 19-21 / 21-19
- Alexej Kuplinov /  Konstantin Sarapultsev –  Aleksandr Antipov /  Andrej Degtjarev: 21-16 / 21-12
- Anton Kaisti /  Henri Aarnio –  Tauri Kalmet /  Kaspar Kapp: 21-15 / 21-16
- Maurice Niesner /  Till Zander –  Toni Holm-Lowen /  Mikael Westerbäck: 21-11 / 21-13
- Jorrit de Ruiter /  Dave Khodabux –  Rainer Kaljumae /  Raul Käsner: 21-13 / 21-12
- Tim Dettmann /  Andreas Heinz –  Iikka Heino /  Mika Kongas: 21-6 / 21-9
- Peter Käsbauer /  Josche Zurwonne –  Sergey Don /  Gordey Kosenko: 21-10 / 21-12
- Marin Baumann /  Gaëtan Mittelheisser –  Andres Aru /  Ants Mängel: 21-16 / 18-21 / 21-13
- Lucas Corvée /  Joris Grosjean –  Stefan Andersson /  Victor Zuhr: 21-19 / 21-19
- Konstantin Dubs /  Yauheni Yakauchuk –  Povilas Bartušis /  Alan Plavin: 22-20 / 21-16
- Jussi Metsomaki /  Tuomas Nuorteva –  Alexej Kuplinov /  Konstantin Sarapultsev: 21-11 / 21-13
- Maurice Niesner /  Till Zander –  Anton Kaisti /  Henri Aarnio: 21-13 / 21-19
- Jorrit de Ruiter /  Dave Khodabux –  Tim Dettmann /  Andreas Heinz: 21-13 / 17-21 / 21-18
- Peter Käsbauer /  Josche Zurwonne –  Marin Baumann /  Gaëtan Mittelheisser: 23-25 / 21-15 / 21-19
- Lucas Corvée /  Joris Grosjean –  Konstantin Dubs /  Yauheni Yakauchuk: 20-22 / 26-24 / 21-17
- Maurice Niesner /  Till Zander –  Jussi Metsomaki /  Tuomas Nuorteva: 21-14 / 21-16
- Peter Käsbauer /  Josche Zurwonne –  Jorrit de Ruiter /  Dave Khodabux: 21-17 / 21-18
- Lucas Corvée /  Joris Grosjean –  Maurice Niesner /  Till Zander: 21-16 / 22-20
- Peter Käsbauer /  Josche Zurwonne –  Lucas Corvée /  Joris Grosjean: 21-8 / 21-18

### Damendoppel
- Grete Talviste /  Kertu Margus –  Ieva Linkute /  Gerda Voitechovskaja: 21-16 / 18-21 / 21-12
- Ieva Pope /  Kristīne Šefere –  Anastasiya Cherniavskaya /  Sonja Lius: 21-7 / 21-13
- Mariya Ulitina /  Natalya Voytsekh –  Saara Hynninen /  Sanni Rautala: 21-13 / 21-12
- Audrey Mittelheisser /  Léa Palermo –  Melissa Mazurtsak /  Laura Kaljurand: 21-10 / 21-8
- Svetlana Korotisheva /  Ksenia Polikarpova –  Neslihan Kılıç /  Neslihan Yiğit: 21-11 / 21-19
- Louise Eriksson /  Amanda Wallin –  Grete Talviste /  Kertu Margus: 21-13 / 21-14
- Ieva Pope /  Kristīne Šefere –  Akvilė Stapušaitytė /  Kristina Dovidaitytė: 21-19 / 21-16
- Carla Nelte /  Johanna Goliszewski –  Irina Inozemceva /  Irina Khlebko: 21-15 / 21-10
- Selena Piek /  Iris Tabeling –  Karoliine Hõim /  Laura Vana: 21-13 / 21-17
- Cemre Fere /  Özge Bayrak –  Elsa Danckers /  Weny Rasidi: w.o.
- Mariya Ulitina /  Natalya Voytsekh –  Audrey Mittelheisser /  Léa Palermo: 21-18 / 16-21 / 21-9
- Louise Eriksson /  Amanda Wallin –  Svetlana Korotisheva /  Ksenia Polikarpova: 24-22 / 17-21 / 21-17
- Carla Nelte /  Johanna Goliszewski –  Ieva Pope /  Kristīne Šefere: 21-15 / 21-4
- Selena Piek /  Iris Tabeling –  Cemre Fere /  Özge Bayrak: 21-7 / 21-13
- Mariya Ulitina /  Natalya Voytsekh –  Louise Eriksson /  Amanda Wallin: 21-16 / 21-18
- Selena Piek /  Iris Tabeling –  Carla Nelte /  Johanna Goliszewski: 21-15 / 20-22 / 21-14
- Selena Piek /  Iris Tabeling –  Mariya Ulitina /  Natalya Voytsekh: 21-12 / 21-16

### Mixed
- Jacco Arends /  Selena Piek –  Einar Veede /  Kulle Laidmae: 21-7 / 21-9
- Nikolai Ukk /  Anastasia Kharlampovich –  Jonathan Nordh /  Louise Eriksson: 21-13 / 21-12
- Gordey Kosenko /  Irina Khlebko –  Heimo Götschl /  Claudia Mayer: 21-19 / 21-17
- Tuomas Nuorteva /  Sanni Rautala –  Vahur Lukin /  Grete Talviste: 21-16 / 21-8
- Peter Käsbauer /  Johanna Goliszewski –  Ants Mängel /  Karoliine Hõim: 21-14 / 18-21 / 21-8
- Sergey Don /  Irina Inozemceva –  Karl Kivinurm /  Getter Saar: 19-21 / 21-19 / 21-19
- Tomas Dovydaitis /  Kristina Dovidaitytė –  Raimonds Cipe /  Ieva Pope: 21-14 / 21-13
- Joris Grosjean /  Audrey Mittelheisser –  Raul Käsner /  Kertu Margus: 21-9 / 21-8
- Tim Dettmann /  Ilse Vaessen –  Anton Kaisti /  Jenny Nyström: 16-21 / 21-15 / 21-18
- Guntis Lavrinovičs /  Kristīne Šefere –  Aleksandr Antipov /  Olga Fomina: 21-12 / 21-12
- Josche Zurwonne /  Carla Nelte –  Emre Lale /  Neslihan Kılıç: 19-21 / 21-13 / 21-15
- Kristian Kaljurand /  Laura Kaljurand –  Donatas Narvilas /  Gerda Voitechovskaja: 21-14 / 21-13
- Konstantin Dubs /  Alesia Zaitsava –  Joonas Korhonen /  Airi Mikkelä: 21-18 / 21-15
- Dave Khodabux /  Samantha Barning –  Henri Aarnio /  Rikka Sinkko: 21-5 / 21-8
- Emre Vural /  Özge Bayrak –  Simon Bergstrom /  Aija Pope: w.o.
- Murat Sen /  Neslihan Yiğit –  Patrick Lundqvist /  Amanda Wallin: w.o.
- Jacco Arends /  Selena Piek –  Nikolai Ukk /  Anastasia Kharlampovich: 21-16 / 21-15
- Gordey Kosenko /  Irina Khlebko –  Tuomas Nuorteva /  Sanni Rautala: 21-15 / 23-21
- Peter Käsbauer /  Johanna Goliszewski –  Sergey Don /  Irina Inozemceva: 21-16 / 21-7
- Emre Vural /  Özge Bayrak –  Tomas Dovydaitis /  Kristina Dovidaitytė: 21-13 / 21-17
- Tim Dettmann /  Ilse Vaessen –  Joris Grosjean /  Audrey Mittelheisser: 19-21 / 21-14 / 21-7
- Josche Zurwonne /  Carla Nelte –  Guntis Lavrinovičs /  Kristīne Šefere: 21-15 / 21-6
- Murat Sen /  Neslihan Yiğit –  Kristian Kaljurand /  Laura Kaljurand: 21-19 / 25-23
- Dave Khodabux /  Samantha Barning –  Konstantin Dubs /  Alesia Zaitsava: 21-10 / 21-16
- Jacco Arends /  Selena Piek –  Gordey Kosenko /  Irina Khlebko: 21-11 / 22-20
- Peter Käsbauer /  Johanna Goliszewski –  Emre Vural /  Özge Bayrak: 21-15 / 21-12
- Tim Dettmann /  Ilse Vaessen –  Josche Zurwonne /  Carla Nelte: 21-13 / 21-19
- Dave Khodabux /  Samantha Barning –  Murat Sen /  Neslihan Yiğit: 21-8 / 21-17
- Jacco Arends /  Selena Piek –  Peter Käsbauer /  Johanna Goliszewski: 10-21 / 21-19 / 21-16
- Tim Dettmann /  Ilse Vaessen –  Dave Khodabux /  Samantha Barning: 21-15 / 21-19
- Jacco Arends /  Selena Piek –  Tim Dettmann /  Ilse Vaessen: 21-12 / 21-14